# Torneo de Queen's Club 2016
El AEGON Championships 2016 es un torneo de tenis del ATP Tour 2016. El torneo tendrá lugar en la ciudad de Londres, Reino Unido, desde el 13 de junio hasta el 19 de junio, de 2016. El torneo es un evento correspondiente al ATP World Tour 500.

## Cabeza de serie

### Individual
| Tenista          | Ranking | Preclasificada |
| Andy Murray      | 2       | 1              |
| Stan Wawrinka    | 5       | 2              |
| Milos Raonic     | 9       | 3              |
| Richard Gasquet  | 10      | 4              |
| Marin Čilić      | 13      | 5              |
| Roberto Bautista | 16      | 6              |
| John Isner       | 17      | 7              |
| Gilles Simon     | 18      | 8              |

- Ranking del 6 de junio de 2016

### Dobles masculinos
| Tenista                             | Ranking | Preclasificada |
| Pierre-Hugues Herbert Nicolas Mahut | 4       | 1              |
| Jamie Murray Bruno Soares           | 11      | 2              |
| Jean-Julien Rojer Horia Tecău       | 13      | 5              |
| Daniel Nestor Florin Mergea         | 21      | 4              |

## Campeones

### Individuales
Andy Murray venció a  Milos Raonic por 6-7(5), 6-4, 6-3

### Dobles
Pierre-Hugues Herbert /  Nicolas Mahut vencieron a  Chris Guccione /  André Sá por 6-3, 7-6(5)